# 塞拉菲尼寫本
塞拉菲尼寫本（義大利語：Codex Seraphinianus，也称塞拉菲尼抄本）是由義大利建築師兼工業設計師路易吉·塞拉菲尼於1976年至1978年間寫成，頁數達360頁的百科全書。
全書內容以無法辨別的語言以及文字寫成，塞拉菲尼本人在2009年表明該書使用的語言和文字並沒有其他的隱藏意義。

## 內容
塞拉菲尼寫本藉著插圖可以看出全書分為11個篇以及2個章節，在最後一頁故意以頁面捲起的方式隱藏了最後幾段文字。
第一章節主要是介紹諸如植物、動物等等自然界的內容，第二章節則為建築、歷史等等人文科學為主的內容。
- 第1篇植物學：有各式奇形怪狀的花朵，以及會自我移動的樹木。
- 第2篇動物學：有類似現實世界中的狗、河馬、鹿之類的動物。
- 第3篇兩足生物學：各種上半身擁有類似毛線球、雨傘之類的外表，有著類似人類腿部的兩足生物，裡面有一種兩足生物地位似乎十分崇高。從插畫的表現來看，他們融入了人類的社會中與人類生活在一起。
- 第4篇物理學和化學：有類似各種原子、電波的插畫,普遍被認為是最難懂的一篇。
- 第5篇機械學：各種怪異的機械與交通工具。
- 第6篇人文科學：人體結構、性生活、各種原住民以及移植植物和機械至手臂內的手術。
- 第7篇歷史：介紹某個國家或地區的歷史發展，某些人物的生卒年以及喪葬習俗。
- 第8篇語文學：介紹塞拉菲尼寫本內使用的語言以及文字發展過程。
- 第9篇社會學：各種料理，進食的方法以及衣著服飾。
- 第10篇遊戲：類似卡牌的桌上遊戲和田徑運動。
- 第11篇建築學：各種怪異的建築。

## 書寫體系
文字由左至右書寫，段落沒有明顯的標點符號；有大小寫的區分，句子開頭的第一個字一定以大寫方式呈現。有部分文字也被當作數字使用，另有一部分文字只在句子的開頭或者是結尾處出現。

## 外部連結
- Another Green World: The Codex Seraphinianus
- Codex Seraphinianus, Hallucinatory Encyclopedia （页面存档备份，存于）
- Grey Lodge Occult Review
- Tricodex
- The Codex Seraphinianus: How mysterious is a mysterious text if the author is still alive (and emailing)? （页面存档备份，存于）
- 介绍及部分插图 （页面存档备份，存于）